# Nicolas Favresse
Nicolas Favresse (* 1980, Brusel) je belgický horolezec, sportovní lezec a bývalý reprezentant ve sportovním lezení.

## Výkony a ocenění
- první belgický přelez cesty v devátém stupni fr. klasifikace (Estado Critico 9a)

### Sportovní výstupy ve skalách
- Estado Critico, 9a, Siurana, Španělsko
- Le clou, 8c, Freyr, Belgie - prevní přelez (falsh)
- La Reina Mora, 8c+, Siurana, Španělsko

### Tradiční lezení ve skalách
- Father’s day, 8b+, Star Wall, Donner Summit, Kalifornie
- Greenspit, 8b+, Val d'Orco, Itálie
- Cobra Crack, 5.14, Squamish, Kanada - první opakování

### Bigwallové cesty
- Free Rider (36 délek, 1000 m, 5.12d (7c), El Capitan, Yosemity, Kalifornie, spolulezec Sean Villanueva
- 24.2.2011: El Corazon (40 délek, 1250 m, 7b, Fitz Roy, Patagonie) - druhý přelez, první volný stylem onsight[1]

### Závodní výsledky
- 2004: SP obtížnost, (9. 55. a 45. místo), celkově ?
- 2004: ME (Lecco) obtížnost, 47. místo
- 2003: MS (Chamonix) obtížnost, 27. místo
- 2003: SP obtížnost (29., 17., 19.), celkově ?
- 2002: mezinárodní závod Klimax Goldfinger (Puurs) obtížnost, 11. místo
- 1999: MSJ (Courmayeur) obtížnost, 6. místo junioři
- 1998: ME (Norinberk) obtížnost, 56. místo
- 1997: MSJ (Imst) obtížnost, 26. místo kat. A
- 1997: EPJ obtížnost, 10. místo kat A. (Dortmund), celkově ?

## Filmografie
- 2013: Out of Sight
- 2016: Reel Rock 11